# カラー・オブ・ハート
『カラー・オブ・ハート』（Pleasantville）は、1998年に製作されたトビー・マグワイア主演のファンタジー映画。

## 概要
トム・ハンクスがアカデミー主演男優賞にノミネートされた『ビッグ』の脚本を手がけたゲイリー・ロスの初監督作品。製作には『トラフィック』でアカデミー監督賞を受賞したスティーヴン・ソダーバーグが参加しており、若き日のトビー・マグワイアとリース・ウィザースプーンが共演した。
モノクロの世界が主人公たちの影響で色鮮やかなに変化していく様が見所のひとつとなっている。

## あらすじ
1998年、とある高校に通う双子の兄妹、デイビッド（トビー・マグワイア）とジェニファー（リース・ウィザースプーン）。恋と化粧に忙しく、自分大好きなカラっぽで空虚なイマドキ娘のジェニファーとは対照的に、デイビッドは50年代の白黒テレビドラマ『プレザントヴィル』に夢中のオタク気質。ある夜、テレビの取り合いになった2人は、その拍子にリモコンを壊してしまう。するとそこへ、タイミングよく修理工の老人（ドン・ノッツ）がやって来て、2人に不思議なリモコンを手渡した。修理工が帰った後に新しいリモコンでテレビをつけると、2人はテレビドラマの『プレザントヴィル』の世界に入り込んでしまう。
そこは全てが白黒で、同じ毎日が繰り返す世界。その上、どこまでも純粋・天真爛漫（ある意味　世間知らず？）な住民が住んでいて、犯罪も無ければドラッグも不倫もセックスもない、健全で何もかもが完璧な理想郷の様な町だった。そんな環境に戸惑うデイビッドとジェニファーの前に現れたのは、どうやら2人の両親らしいジョージ（ウィリアム・H・メイシー）と妻のベティ（ジョアン・アレン）。とりあえず2人は、子供のふりをしてその世界に住むことにする。現代っ子のジェニファーは、時代遅れの冴えない環境に嫌気が差している様子だが、デイビッドはビル（ジェフ・ダニエルズ）の経営するダイナーでアルバイトも見つけ、そこそこ充実した生活を送っているようだった。
ある日、ジェニファーは欲求不満から、ちょっとした思いつきで悪戯のようにバスケ部キャプテンのスキップ（ポール・ウォーカー）と性行為を行ってしまい、その行動が平和な“プレザントヴィル”の世界に変化を起こすきっかけとなる。ジェニファーが現代から持ち込んだ価値観が、プレザントヴィルの人々に影響を与えてしまったのだ。そしてそれは白黒の世界に次第に「色」がもたらされていくという変化によって象徴的に描かれる。部外者である自分たちがプレザントヴィルの世界に影響を与えていってしまうことを恐れたデイビッドは、はじめはジェニファーの行動を止めようとする。しかし、そのような「変化」に興味を持ち、好ましいものとして積極的に受け入れようとし始めた周囲のティーンネイジャーたちを見るにつれ、デイビッド自身も次第に周囲の人々にそれまでとは違った考え方や、やり方や、知識を広めはじめる。
しかし、そのような変化を好まない人々もいた。保守的な考え方を持つプレザントヴィルの男性たちである。デイビッドとジェニファーがもちこんだ価値観は、平和で穏やかだったプレザントヴィルの町に、秩序やモラルの崩壊をもたらすのではないか、ひいては、それまで築いてきた自分たちの地位が脅かされるのではないかと恐れたのである。町は次第に、新しい価値観を好み、変化を受け入れようとする「カラーの」人々と、それまでの価値観を好み、変化を嫌う「白黒の」人々との間に深刻な対立を生んでいく・・・

## テーマ
この映画は、一見すると、50年代のテレビドラマの世界に現代のティーンネイジャー（デイビッド、ジェニファー）が入り込んでしまったらどうなるか…？というドタバタと、彼らが様々な出来事を通して成長する様子を描いただけのように思われる。しかし見方によっては、この映画は単なるコメディーにとどまらず、アメリカが内包する様々な価値観の対立（よく"culture wars"と言われる）を鮮やかに、時に辛辣に描いたアレゴリー（寓話）だとも解釈できる。
監督のゲイリー・ロスは、次のように述べている。「この映画は、個々人の抑圧された意識が、大きな政治的な抑圧につながっていくという事実について語られている。私たちは私たちの内部にある何か、つまり“変化する”ことに対して恐れを抱きがちである。この映画は、そういった“恐れ”を様々な事象に置き換えてみようという試みである。そうすることで、私たちの社会が抱える多くの醜い状況は良くなっていくのではないか。」
ゲイリー・ロスの言葉を裏付けるように、この映画には過去の歴史的な出来事から多くの“引用”がなされている。（それらは時にあまりにも効果的に、的確に、鮮やかに用いられているので、物語中ではほとんど意識されないものもある。）例をあげると、
- 音楽：ロックミュージックやジャズ（エルヴィス・プレスリーやバディ・ホリー、“テイク・ファイヴ”など）
- 文学：現代文学（『ハックルベリー・フィンの冒険』や『ライ麦畑でつかまえて』など）
- 絵画：現代絵画（印象派（モネ）、シュルレアリスム（ミロ）、キュビスム（ピカソ）など）
- 歴史的出来事：ナチズムや人種差別など

などである。
アメリカ国内での政治的な対立：保守主義的な共和党と進歩主義的な民主党の対立はあまりにも有名だが、それは前述の価値観の対立（"culture wars"）と密接につながっている。この映画は、前述のような“引用”を通して、それらの対立を鮮やかに描き、そして「変化」や「多様な価値」を好ましいものとして描写しているものと思われる。

## キャスト
| 役名                 | 俳優                     | 日本語吹替 |
| -------------------- | ------------------------ | ---------- |
| デイビッド           | トビー・マグワイア       | 草尾毅     |
| ジェニファー         | リース・ウィザースプーン | 松本梨香   |
| ジョージ・パーカー   | ウィリアム・H・メイシー  | 掛川裕彦   |
| ベティ・パーカー     | ジョアン・アレン         | 一城みゆ希 |
| ビル・ジョンソン     | ジェフ・ダニエルズ       | 井上和彦   |
| テレビ修理工         | ドン・ノッツ             | 青野武     |
| ビッグ・ボブ         | J・T・ウォルシュ         | 野島昭生   |
| スキップ・マーティン | ポール・ウォーカー       | 私市淳     |

- その他の声の吹き替え：桑島法子／椿基之／永野広一／星野充昭／朴璐美／伊藤和晃／武田佳子／すずき紀子／小池亜希子／遠藤純一／おみむらまゆこ／吉田孝

## スタッフ
- 監督：ゲイリー・ロス
- 音楽：ランディ・ニューマン
- 製作：スティーヴン・ソダーバーグ、ジョン・キリック、ロバード・J・デガス
- 主題歌：フィオナ・アップル
- 撮影：ジョン・リンドリー
- 編集：ウィリアム・ゴールデンバーグ
- 衣装：ジュディアンナ・マコフスキー
- 視覚効果監修：クリス・ワッツ
- 色彩効果：マイケル・サザード

## サウンドトラック
サウンドトラック・アルバムは1998年、ソニー・ミュージック・サウンドトラックスよりリリースされた
。収録曲は下記の通り：
1. フィオナ・アップル - " Across The Universe" (Lennon-McCartney) 5:07
2. ロバート＆ジョニー – "Dream Girl" (Johnny Mitchell, Robert Carr) 1:57
3. ジーン・ヴィンセント – "Be-Bop-A-Lula" (Gene Vincent, Tex Davis) 2:36
4. ラリー・ウィリアムズ - "Lawdy Miss Clawdy" (Lloyd Price)2:11
5. ビリー・ウォード＆ザ・ドミノス - "Sixty Minute Man" (William Ward, Rose Marks) 2:28
6. デイヴ・ブルーベック・カルテット - "Take Five" (Paul Desmond) 5:25
7. エタ・ジェイムズ - "At Last" (Harry Warren, Mack Gordon) 3:00
8. エルヴィス・プレスリー - "(Let Me Be Your) Teddy Bear" (Bernie Lowe, Kal Mann)1:47
9. バディ・ホリー＆ザ・クリケッツ - "Rave On" (Bill Tilghman, Norman Petty, Sunny West) 1:49
10. フィオナ・アップル - "Please Send Me Someone To Love" (Percy Mayfield)4:01
11. マイルス・デイヴィス - "So What" (Miles Davis) 9:04
12. ランディ・ニューマン - "Suite From Pleasantville" (Randy Newman) 8:11

## 評価
レビュー・アグリゲーターのRotten Tomatoesでは96件のレビューで支持率は85%、平均点は7.70/10となった。Metacriticでは32件のレビューを基に加重平均値が71/100となった。